# Ben Shneiderman
Ben Shneiderman (född 21 augusti 1947) är professor vid University of Maryland där han forskar inom interaktion mellan människa och dator. Han är känd för framsteg inom direktmanipulation och de ofta citerade Eight Golden Rules of Interface Design.

## Eight Golden Rules of Interface Design[11]
| Nr | Namn                              | Förklaring |
| -- | --------------------------------- | --- |
| 1  | Strive for consistency            | Handlar om att sträva efter konsekvens i gränssnittets valmöjligheter, terminologi och grafiska design.                                                                                             |
| 2  | Cater to universal usability      | Att sträva efter gränssnitt som kan användas av personer med olika erfarenhet, ålder, funktionshinder eller arbetsuppgifter.                                                                        |
| 3  | Offer informative feedback        | Alla handlingar en användare utför ska ge respons. Responsen ska vara avvägd till hur vanlig eller viktig handlingen är.                                                                            |
| 4  | Design dialogs to yield closure   | Sekvenser av handlingar ska vara grupperade med början och slut. När en grupp handlingar avslutats ska systemet ge användaren återkoppling som bekräftar att sekvensen är avslutad.                 |
| 5  | Prevent errors                    | Gränssnittet ska vara uppbyggt så att det förebygger fel. Exempelvis genom att inaktivera knappar som inte ska användas vid en viss tidpunkt eller bara tillåta formulär att ta data i rätt format. |
| 6  | Permit easy reversal of actions   | Användaren ska enkelt kunna ångra sina misstag och återställa systemet till det tillstånd det var i innan misstaget begicks.                                                                        |
| 7  | Support internal locus of control | Utforma gränssnittet så att användaren känner att det är hon som styr vad som händer i systemet (se kontrollfokus).                                                                                 |
| 8  | Reduce short-term memory load     | Undvik att belasta användarens korttidsminne, till exempel genom att undvika situationer där användaren måste komma ihåg information från en vy till en annan.                                      |